# Tosu
Tosu (鳥栖市, Tosu-shi) est une ville située dans la préfecture de Saga, sur l'île de Kyūshū, au Japon.

## Géographie

### Situation
Tosu est située dans l'est de la préfecture de Saga, au Japon. La ville est bordée par le fleuve Chikugo, au sud.

### Démographie
Au 30 septembre 2018, la population de la ville de Tosu était de 73 422 habitants répartis sur une superficie de 71,73 km2.

## Histoire
La ville moderne de Tosu a été fondée officiellement le 1er avril 1954 après la fusion du bourg de Tashiro et des villages d'Asahi, Fumoto et Kizato.

## Transports
Tosu est desservie par les lignes ferroviaires de la JR Kyushu. La gare de Tosu est la gare la plus centrale, mais le Shinkansen passe à la gare de Shin-Tosu située à l'ouest du centre-ville.

## Personnalité liée à la municipalité
- Masayoshi Son (né en 1957), fondateur et PDG de SoftBank.

## Sports
Le club de Sagan Tosu joue dans le championnat du Japon de football. Son stade est le Best Amenity Stadium.